# Puszta

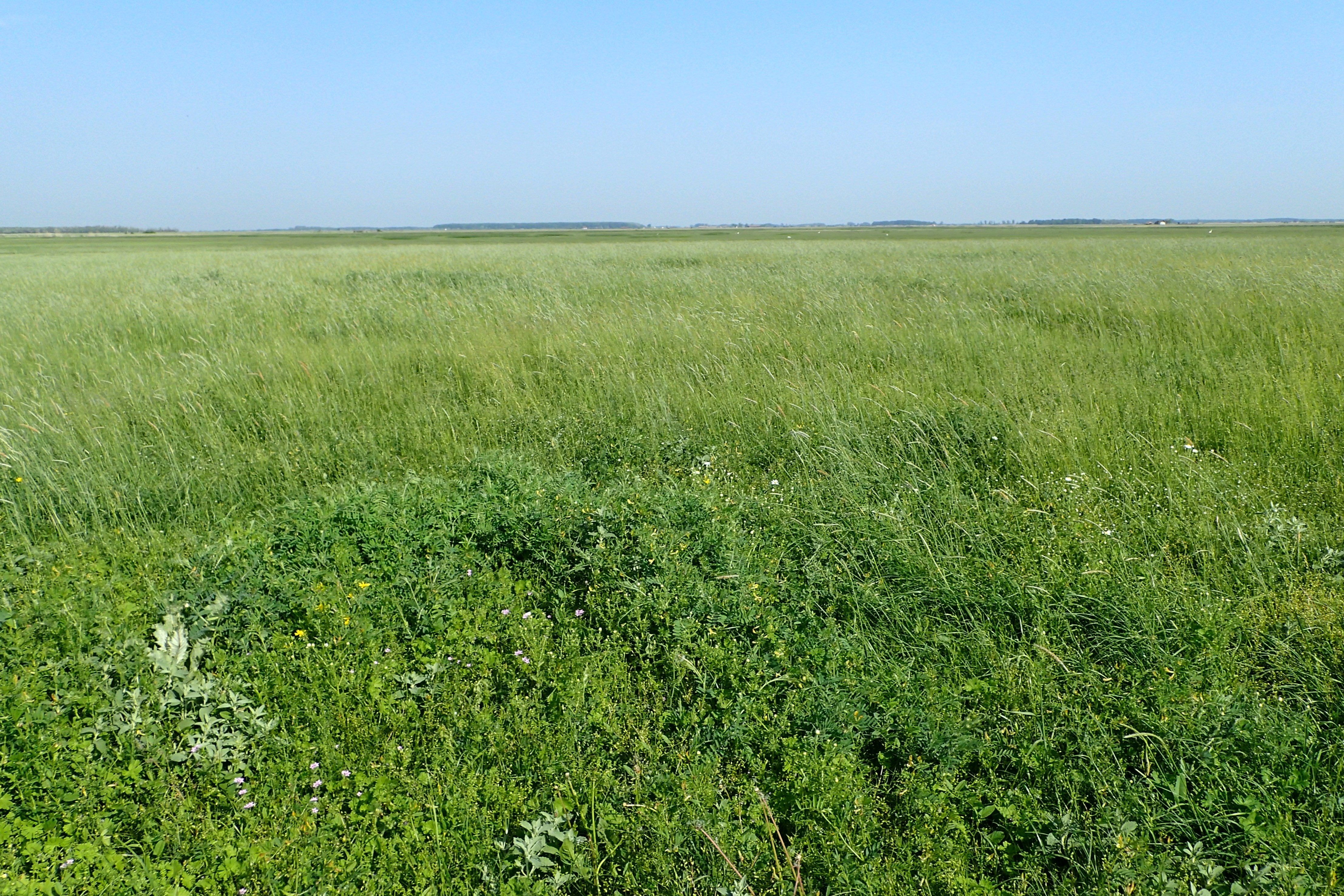
Puszta w Hortobágy

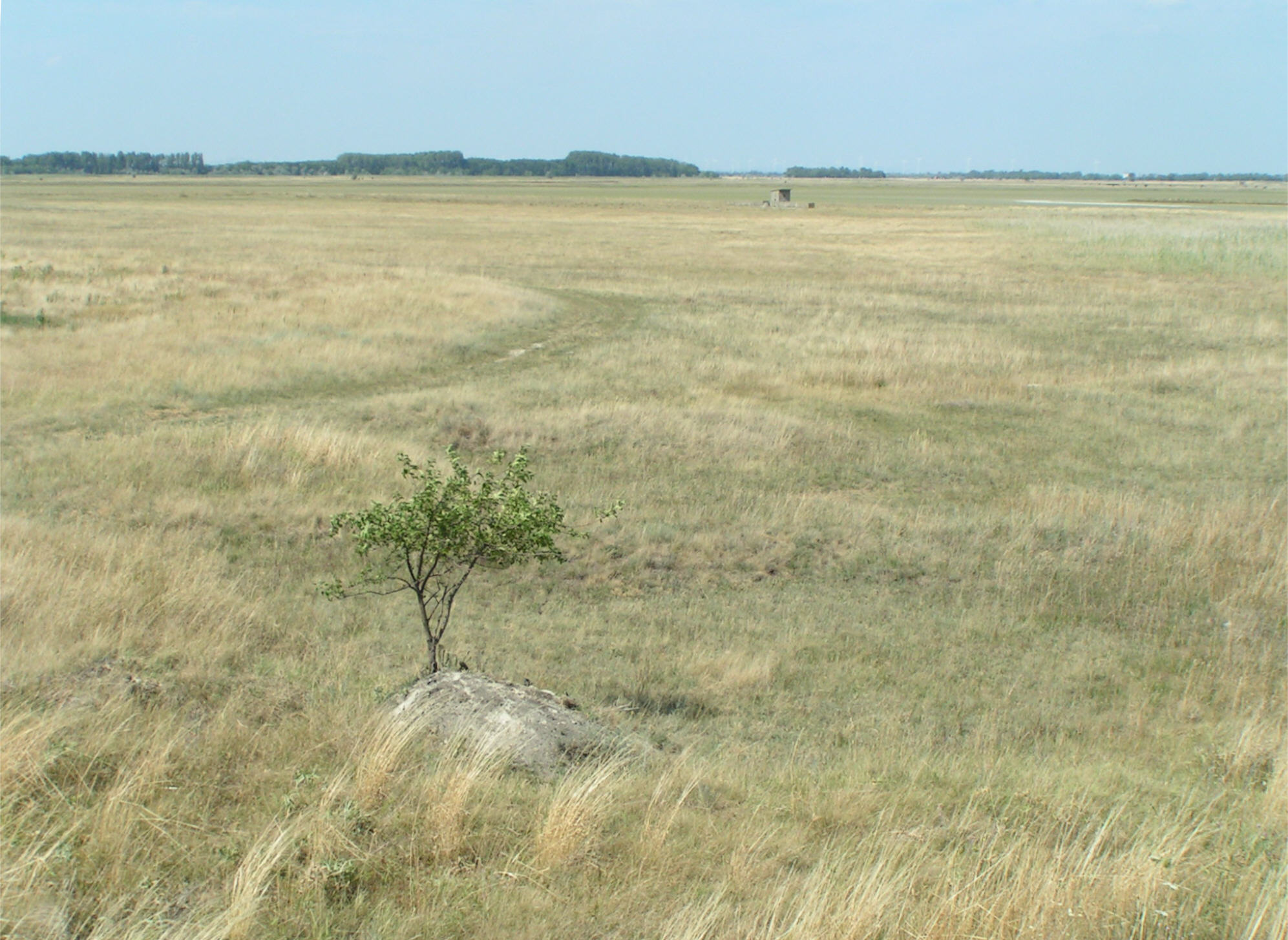
Puszta w południowo-wschodniej Austrii

Puszta (węg. puszta, wym. [pustɒ]) – bezleśna formacja roślinna typowa dla Wielkiej Niziny Węgierskiej, głównie doliny Cisy. Dawniej dominowała w tym obszarze roślinność stepowa na czarnoziemach, jednak w jej miejsce wprowadzono uprawy polowe. W efekcie stepy spotkać można obecnie tylko w obszarach chronionych i na niewielkich skrawkach wśród pól, poza tym pozostałości roślinności naturalnej i półnaturalnej zachowały się na glebach zasolonych i piaszczystych. Wyróżnia się pusztę lessową (stepową), alkaliczną (solniskową), piaszczystą i podmokłą. Siedliska przyrodnicze tworzące pusztę podlegają ochronie w europejskiej sieci Natura 2000. 
Formacja jest charakterystyczna dla Węgier, ale na mniejszych powierzchniach typowa dla niej roślinność występuje także w krajach przyległych w obrębie Kotliny Panońskiej – w południowo-wschodniej Austrii (Burgenland), w Słowacji, Rumunii i Serbii, a nawet w Czechach i Bułgarii.

## Warunki fizjograficzne i historia przekształceń
Obszar bezleśny na Nizinie Węgierskiej istnieje od końca plejstocenu. Formacja kształtuje się w warunkach specyficznego dla Kotliny Panońskiej klimatu z bardzo gorącymi i suchymi latami. Silne parowanie podczas lata powoduje zasolenie gleb. Przez długi czas uważano, że nieliczne kompleksy leśne w dolinach cieków świadczą o wtórnym charakterze puszty, o tym że powstała ona w wyniku odlesienia i odwodnienia przez człowieka. Skutkiem tego działania miało być powstanie rozległych pastwisk, ale też podniesienie poziomu wód zasolonych. Zmiany spowodowane przez człowieka polegały jednak głównie na odlesieniu obrzeży puszty, gdzie pozyskiwano żyzne gleby lessowe pod uprawy. Pierwotnie występowała tam roślinność przypominająca lasostep – mozaika muraw kserotermicznych i ciepłolubnych dąbrów. W obrębie puszty podmokłej, kształtującej się pod wpływem opadów deszczu w okresie zimowo-wiosennym i roztopów śniegu, utworzono wiele stawów, w których prowadzono gospodarkę rybacką. Po II wojnie światowej próbowano tu także uprawiać ryż. Z powodu osuszenia słonych jezior i bagien powstały obszary porośnięte przez słonorośla. Lepsze, lessowe gleby, ale także w znacznym stopniu alkaliczne (zasolone), zastąpione zostały na wielką skalę uprawami polowymi. Pozostałe obszary wykorzystuje się jako pastwiska.
Najlepiej zachowane fragmenty puszty chronione są w parkach narodowych i rezerwatach. Reprezentatywny krajobraz dla tej formacji podlega ochronie np. w Parku Narodowym Hortobágy.

## Zróżnicowanie i charakterystyka szaty roślinnej

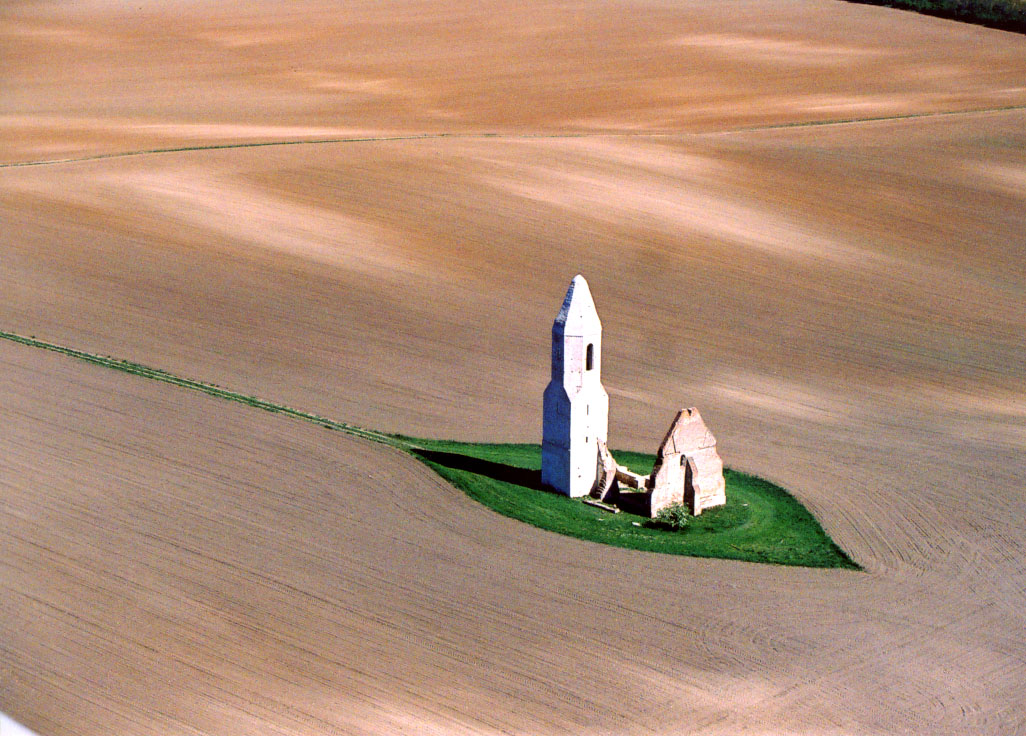
W miejscu puszty dominują pola, gatunki stepowe zachowały się często tylko na miedzach

Pozostałości stepów na lessach są w obrębie puszty bardzo skąpe, ograniczone poza obszarami poddanymi ochronie do fragmentów wśród gruntów rolnych, czasem tylko w formie miedz. Na stepach lesowych dominowała ostnica włosowata Stipa capillata i kostrzewa bruzdkowana Festuca rupicola, a spotkać można było tu też m.in. miłka wołżańskiego Adonis wolgensis. 
Bogate gatunkowo stepy zachowały się lepiej w obrębie tzw. puszty piaszczystej. Dominują tu trawy: ostnica piaskowa Stipa borysthenica i kostrzewa pochwiasta Festuca vaginata, a siedlisko wyróżnia obecność kostrzewy bruzdkowanej Festuca rupicola i Festuca wagneri, liczne są tu poza tym: ostnica Jana Stipa joannis i włosowata S. capillata, kostrzewa pochwiasta Festuca vaginata, trzcinnik piaskowy Calamagrostis epigeios, strzęplica nadobna Koeleria macrantha, Chrysopogon gryllus, wiechlina wąskolistna Poa angustifolia i palczatka kosmata Bothriochloa ischaemum. Wiosną stepy te ubarwiają takie gatunki, jak: miłek wiosenny Adonis vernalis, sasanka łąkowa Pulsatilla pratensis, szafirek miękkolistny Muscari comosum, skalnica trójpalczasta Saxifraga tridactylites, mokrzycznik baldaszkowy Holosteum umbellatum, kosaciec niski Iris pumila i Iris variegata. W ciągu lata z kolei kwitną: sierpik barwierski Serratula tinctoria, Serratula mollis, bylica polna Artemisia campestris, chondrilla sztywna Chondrilla juncea, kozibród pajęczynowaty Tragopogon floccosus, Centaurea tauscheri, Euphorbia seguierana, Helianthemum fumana i in.
Murawy napiaskowe na wydmach zdominowane są przez stokłosę dachową Bromus tectorum, kostrzewę pochwiastą Festuca vaginata, Secale sylvestre, rośnie tu też m.in. przęśl dwukłosowa Ephedra distachya. Dominują gatunki pojawiające się na krótko wiosną, takie jak: lucerna kolczastostrąkowa Medicago minima, rogownica drobnokwiatowa Cerastium brachypetalum, wiosnówka pospolita Erophila verna, skalnica trójpalczasta Saxifraga tridactylites, wiechlina cebulkowata Poa bulbosa, fiołek Kitaibela Viola kitaibeliana. Z bardziej trwałych roślin rosną tu: nawrot polny Lithospermum arvense, wrzosowiec lśniący Corispermum nitidum, skrzyp gałęzisty Equisetum ramosissimum, Alyssum tortuosum, rozchodnik ostry Sedum acre i cynodon palczasty Cynodon dactylon.

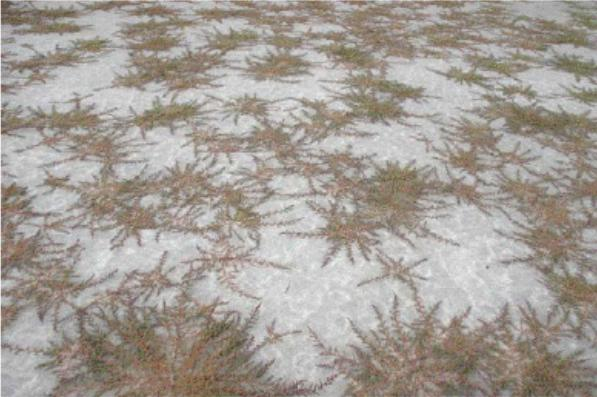
Suaeda pannonica występuje w miejscach najsilniej zasolonych

Solniska w obrębie puszty pokrywają rozległe obszary. W miejscach suchych gleba jest niemal naga, pokryta cienką warstewką soli. W siedliskach takich rośnie czasem tylko Camphorosma annua. Poza tym występują tu: Artemisia santonicum, bylica pontyjska Artemisia pontica, Suaeda corniculata, Suaeda pannonica, muchotrzew solniskowy Spergularia maritima, Lepidium crassifolium, Lepidium latifolium, Puccinellia peisonis, Puccinellia limosa, aster solny Tripolium pannonicum, Aster sedifolius, Salicornia prostata, Plantago tenuiflora, sit Gerarda Juncus gerardii, babka nadmorska Plantago maritima, Cyperus pannonicus, łuskogon pannoński Pholiurus pannonicus, kostrzewa nibyowcza Festuca pseudovina, Scorzonera cana, Scorzonera parviflora, Petrosimonia triandra, gorysz lekarski Peucedanum officinale, Halocnemum strobilaceum, Frankenia hirsuta, Aeluropus littoralis, Limonium meyeri, Limonium gmelinii, Nitraria shoberi, turzyca odległokłosa Carex distans, Taraxacum bessarabicum, bekmania robaczkowata Beckmannia eruciformis, Zingeria pisidica, koniczyna rozdęta Trifolium fragiferum, cynodon palczasty Cynodon dactylon, jaskier sardyński Ranunculus sardous, Agropyron elongatum, Halimione verrucifera, Leuzea altaica, Iris halofila, świbka morska Triglochin maritima, Hordeum hystrix.
W obrębie puszty niewielkie pasma leśne ograniczone są do sąsiedztwa dolin rzecznych i małych kompleksów zaroślowych leśnych w obrębie puszty piaszczystej. W tym drugim przypadku zarośla tworzy jałowiec pospolity Juniperus communis i nisko rosnąca topola biała Populus alba, a widne lasy – brzoza brodawkowata Betula pendula, dąb szypułkowy Quercus robur i dąb omszony Q. pubescens. Na obrzeżach puszty występowały świetliste lasy z dębami (burgundzkim, omszonym i szypułkowym) oraz klonem tatarskim Acer tataricum.